# Џошуа Чарлс
Џошуа Ерон Чарлс (енгл. Joshua Aaron Charles; Болтимор, Мериленд; рођен 15. септембра 1971. године) је амерички филмски, телевизијски и позоришни глумац. Најпознатији је по улогама Ден Ридел у серији Sports Night и Вил Гарднер у серији Добра жена, за које је био номинован за две Награде Еми за најбољег споредног глумца у драмској серији и за његов рани рад у улози Нокс Оверстрит у филму Друштво мртвих песника.

## Младост
Чарлс је син Алана Чарлса, извршног директора за рекламно одељење. Он је Јевреј са очеве стране и изјашњава се као Јевреј.  Своју каријеру је започео извођењем комедије са девет година. Као тинејџер је провео неколико лета у Центру сценских уметности Стејџдор Менор (енгл. Stagedoor Manor) у Њујорку и похађао је Балтиморску школу уметности (енгл. Baltimore School for the Arts).

## Каријера
Чарлсов филмски деби био је у филму „Лак за косу” Џона Вотерса, рођеног у Балтимору, 1988. Следеће године је глумио заједно са Робином Вилијамсом и Итаном Хоуком у Оскаром награђеном филму „Друштву мртвих песника”. Глумио је и у филмовима: Не реци мами да је бебиситерка мртва (енгл. Don't Tell Mom the Babysitter's Dead), Тројка(енгл. Threesome), Пита на небу(енгл.Pie in the Sky), Мапетовци у свемиру(енгл.Muppets from Space), С.В.А.Т(енгл.  S.W.A.T) ,Четири брата(енгл. Four Brothers), Након.живота(енгл. After.life), Прелазећи мост (енгл. Crossing the Bridge)и Кратки интервјуи са одвратним људима (енгл. Brief Interviews with Hideous Men).
На телевизији, Чарлс је глумио спортског водитеља Дена Рајдела у серији Sports Night Арона Соркина која је добила Еми награду и трајала две године (1998–2000) на ABC-у и донела Чарлсу номинацију за Удружење филмских глумаца. Године 2008, Чарлс је играо улогу Џејка у првој сезони HBO-овог У лечењу(енгл. In Treatment). Године 2009. вратио се на мрежну телевизију у CBS драми Добра жена. За рад на серији, номинован је за Награду Еми за најбољег споредног глумца у драмској серији 2011. и 2014. године.
Такође 2011. године, Чарлс је био наратор дебитантске епизоде документарца за NFLN-а Фудбалски живот(енгл. A Football Life) о главном тренеру Њу Ингланд Патриотса Билу Беличику. Године 2022, Чарлс је глумио у Ми поседујемо овај град(енгл. We Own This City), HBO ограниченој серији Дејвида Сајмона.
У позоришту, Чарлс је имао главну улогу у продукцији Конфронтација Џонатана Марка Шермана 1986. Године 2004. појавио се на сцени у Њујорку у ревивализацији представе Даљина одавде(енгл. The Distance From Here) Нила Лабута, који је добио награду Драма Деск за најбољи ансамбл. У јануару 2006. појавио се на светској премијери филма „Добро опремљена соба“(енгл.The Well-Appointed Room) Ричарда Гринберга за позоришну компанију Степенволф у Чикагу, а затим је наступио у Америчком позоришту конзерваторијума  у Сан Франциску, глумећи клонирану браћу у Броју Керил Черчил. Године 2007. појавио се у представи Рецепциониста(енгл. A Number) Адама Бока, у Менхетн позоришном клубу.

## Приватни живот
У септембру 2013. Чарлс се оженио балетском играчицом и ауторком Софи Флек. Флек је 9. децембра 2014. родила прво дете, сина по имену Роко. Чарлс је 23. августа 2018. на свом Инстаграму открио да је Флек родила њихово друго дете, ћерку по имену Елеонор. 
Он је навијач Балтимор Рејвенса и Балтимор Ориолеса. У неколико филмова носио је бејзбол капу Ориоле.